# 弓裔
弓裔（きゅうえい）は、後三国時代の群雄のひとりで、後高句麗の建国者。姓は金、僧号は善宗。隻眼であったことから一目大王との別称もある。
専制的な暴政、もしくは豪族たちとの対立が先鋭化し、918年の「易姓革命」で侍中であり有力な部下であった王建に追放されることとなったため、諡号はない。

## 生涯

### 三国史記に記される出生
『三国史記』によると新羅の第47代国王憲安王あるいは第48代国王景文王の庶子として生まれ、日官は王に「赤ん坊は重午日に生まれただけではなく、出生時の空がおぼろだったことや、生まれたばかりなのに歯が生えているところが不吉である」といい、王は弓裔を殺すように命令したという。
しかし兵は赤ん坊の弓裔を殺せず、宮殿の下に投げ捨ててしまった。宮殿の下で乳母が転落する弓裔を助けたが、弓裔は助けられた際に乳母の指が目に刺さり、それがもとで隻眼になった。乳母は弓裔と都から遠くに逃亡し、貧窮のなかで実の母として弓裔を育てたという。
弓裔が10歳になった頃、乳母は周囲と悶着を起こしてばかりいる弓裔に出生の秘密を告げた。乳母は「あなたは王室の子として生まれて、殺されるところだったのを気の毒に思った。それであなたを命をかけて育てたのに、あなたは毎日騒動を起こして私に心配ばかりがけている。それが悲しいのです。あなたの正体が知られると私たちは殺されるのですよ」と言った。弓裔は泣きながら「私が悪い。もう二度と母上に心配をかけることはないだろう」と言って家を出た。

### 解釈
現在、学界の一部には弓裔を憲安王の庶子とする意見が存在するが、憲安王には二人の娘らしかいなかったため生まれたばかりの王子を殺す理由はないと考えられている。憲安王に続いて即位した景文王は憲安王の婿として王位を承継した。憲安王は即位の際に景文王の父の侍中金啓明から助力を得たために自分の長女と景文王を結婚させ、次の王位を譲ろうとしたとされる。この過程で憲安王の庶子である弓裔は金啓明一派の標的になったという推測もあるが、断定はできない。どの王の息子であれ、結果として王子でありながら王室から見捨てられ、民間で成長した弓裔は新羅王室に反感を持つことになった。

### 建国と滅亡
弓裔は家を出てから世達寺（現在の江原特別自治道寧越郡にあったと推定されている）に入り、僧侶になって善宗と称した。寺では世俗のことは忘れ、仏道に専念するよう教えられたが、弓裔は自分が新羅の王族であることから僧侶の生活に意義を見出せず、成長すると戒律にとらわれず物怖じしない人物となった。斎戒に行く途中で、カラスがくちばしにくわえていたものを彼の托鉢の鉢の中に落とした。それをみると「王」と記された象牙の札であった。これが弓裔が一国の王となる野望をいだく契機となった。
当時の新羅は中央政府の統制が失われ、均田制が乱れたところに凶作が続き、各地で豪族たちの反乱が起きるようになった。また有力豪族は自らの勢力圏を事実上の独立国とし、国土を分割しつつあった。891年、弓裔は竹州（チュクジュ、現在の安城）・永同に拠点を持った盗賊の魁帥の箕萱（キフォン）の部下になったが、箕萱は無礼であったので、元会・申煊らと結託してその下を去り、892年には北原の梁吉（ヤンギル）の部下になった。
893年、梁吉の部下を従えて酒泉（現在の醴泉）・奈城（ネソン、現在の寧越）などを攻略し、さらに江原道・京畿道・黄海一帯を攻略して、多くの兵力を集めることに成功し、独自の勢力を形成し、半島中部地方で大きな勢力を形成した。
894年には溟州（現在の江陵）を占領した。ここで3500の兵を得て14の部隊をつくった。弓裔は、自分自身に従う人々や兵士と苦楽をともにし、戦利品を分配するなど、あらゆる場面で公平であったので、人望を得ることに成功した。彼は自らを世界が終わる日に新しい世界へ導くという弥勒であるとし、人々は弓裔が自分たちを救済してくれると信じ、独立勢力の指導者に推した。
続いて現在の江原道・黄海道・京畿道一帯を攻略して、鉄原を拠点に独立国としての体制を整えていった。895年、梁吉は自分の娘を弓裔に嫁がせている。弓裔の急速な勢力の拡張に黄海道西部の豪族たちが次々と投降し、松嶽（現在の開城）の豪族の王建が投降して来ると、王建を鉄原郡太守に任命し、896年には王建に命じて僧嶺・臨江の2県を、 897年には仁物県を攻略させた。898年には国原（忠州）・清州（牙山）など30余州を陥落させ、半島中部を占拠する形勢となった。北原の梁吉は、勢力を拡大している弓裔を倒そうとし、弓裔に攻撃したが、弓裔は予期していて梁吉の軍勢をさんざんに打ち破った。
松嶽を拠点に勢力を拡大した弓裔は、901年には自らを王を称し後高句麗を建国した。この後高麗と、892年に完山州を拠点に朝鮮西南部を支配した甄萱の後百済、都の慶州付近を維持する新羅とが鼎立する時代を後三国時代と称する。
弓裔は904年には国号を摩震と改め、年号を武泰として都を松嶽から鉄円に移した。聖冊2年（906年）には後百済軍を尚州の沙火鎮で迎え討って勝利を収め、 聖冊6年（910年）には王建に水軍を与えて西南海上に派遣し、珍島・皐夷島を攻略、錦城（羅州）を奪って甄萱を牽制した。この頃、弓裔の勢力は南は公州、東北は甑城（安辺）、西北は黄海道・平安道まで及んだ。
聖冊7年（911年）には国号を泰封、年号を水徳万歳と改元し、自らを弥勒菩薩と称し、長男を青光菩薩、次男を神光菩薩と呼ばせた。このころには弓裔には粗暴なふるまいが多くなっており、『高麗史』の太祖（王建）の項によると、弥勒観心法と称して人々の本性を探り出すことに熱中し、三尺の鉄棒を熱して拷問殺害を繰り返し、特に女性の不道徳を嫌って多くの女性を処刑したとされる。弓裔の横暴を諌めた康王后も不倫を疑われて陰部を熱した棒で貫かれ殺害され、さらに二人の息子も殺された。その他多くの臣下を殺したために人心を失った。政開5年（918年）、部下の卜智謙・申崇謙・洪儒・裵玄慶らが謀って王建を王に推戴した。王位から逐われた弓裔は逃亡する途中、飢えをしのぐために畑の作物を盗もうとして村人に発見され平康で殺害された。

## 家族
王后
- 王后康氏（?-915年）：弓裔によって殺害される。

子女
- 青光菩薩（?-915年）：弓裔によって殺害される。
- 神光菩薩（?-915年）：弓裔によって殺害される。

## 登場作品
- 太祖王建（KBS、演：キム・ヨンチョル）